# 구굉
구굉(具宏, 1577년 ~ 1642년)은 조선 중기의 무신이자 외척이다. 자는 인보(仁甫), 호는 군산(群山)이며, 시호는 충목(忠穆)이며 본관은 능성이다. 원종비 인헌왕후의 친정오빠로 인조의 외삼촌이자, 구인후의 삼촌이다.

## 생애
1577년 좌찬성(左贊成)을 지낸 구사맹(具思孟)의 아들로 태어났다. 이이의 제자인 김장생의 문하생이 되었다. 여러 벼슬을 거쳐 1598년 감목관(監牧官)이 되었다. 1608년 무과 시험에 합격한 이후 선전관, 도총부 도사, 양성현감, 고창현감 등을 지냈다. 광해군 때 무과에 급제, 다시 선전관이 되었다가 곧 장연현감(長淵縣監)이 되었다.
1617년 대북파에 의해 인목대비 폐모론이 일어나고, 능창군 마저 광해군의 왕위를 위협한다는 죄목으로 사형당하자 이서(李曙), 신경진(申景), 구인후 등과 함께 능양군을 추대할 것을 모의하고 1623년 김류, 이귀(李貴) 등과 합류, 인조반정을 성공시켜 광해군을 폐출하고 인조 즉위 후 정사공신(靖社功臣) 1등으로 능성부원군(綾城府院君)에 봉해졌다.
1624년 이괄의 난이 일어나자, 공주(公州)까지 직접 왕을 호종하였고, 한성부판윤, 삼도수군통제사(三道水軍統制使), 형조판서 등을 거쳐 1636년(인조 14) 공조판서가 되었다. 이때 병자호란이 일어나자 남한산성을 지켜 공을 세웠다. 난이 끝난 후 병조판서가 되었다. 평생에 걸쳐 형조판서 3번, 공조판서 4번, 병조판서 2번을 지내고 그 후 오위도총부 도총관, 판의금부사, 훈련대장, 어영대장, 포도대장, 총융사(摠戎使) 등을 역임하였다.

## 같이 보기
- 인헌왕후
- 정원군
- 구사맹
- 인조반정
- 구인후
- 능창대군
- 인조

| 전임 이완 | 제22대 삼도수군통제사 1629년 7월 - 1631년 7월 | 후임 신경원 |